# Cordelia Edvardson
Cordelia Edvardson (Munich, 1 de enero de 1929-Estocolmo, 29 de octubre de 2012) fue una periodista, escritora y superviviente del Holocausto sueca nacida en Alemania. Fue corresponsal en Jerusalén para el diario sueco Svenska Dagbladet, desde 1977 hasta 2006. Edvardson informó en el conflicto palestino-israelí como corresponsal, y se hizo columnista para el mismo diario al dejar su primer puesto en 2006.

## Biografía
Edvardson nació en Múnich, Alemania, en 1929. Declarada católica, su padre, Hermann Heller, sin embargo, era judío. Edvardson fue arrestada por los nazis y deportada a los campos de concentración de Theresienstadt y Auschwitz durante el Holocausto. Su abuelo materno era también judío, y reconvertido al catolicismo.
Después de emigrar a Suecia tras la Segunda Guerra Mundial, Edvardson empezó su carrera de periodista. En 1984, publicó una autobiografía documentando su vida como superviviente que le valió el Premio Hermanos Scholl.